# 申格魯布峰

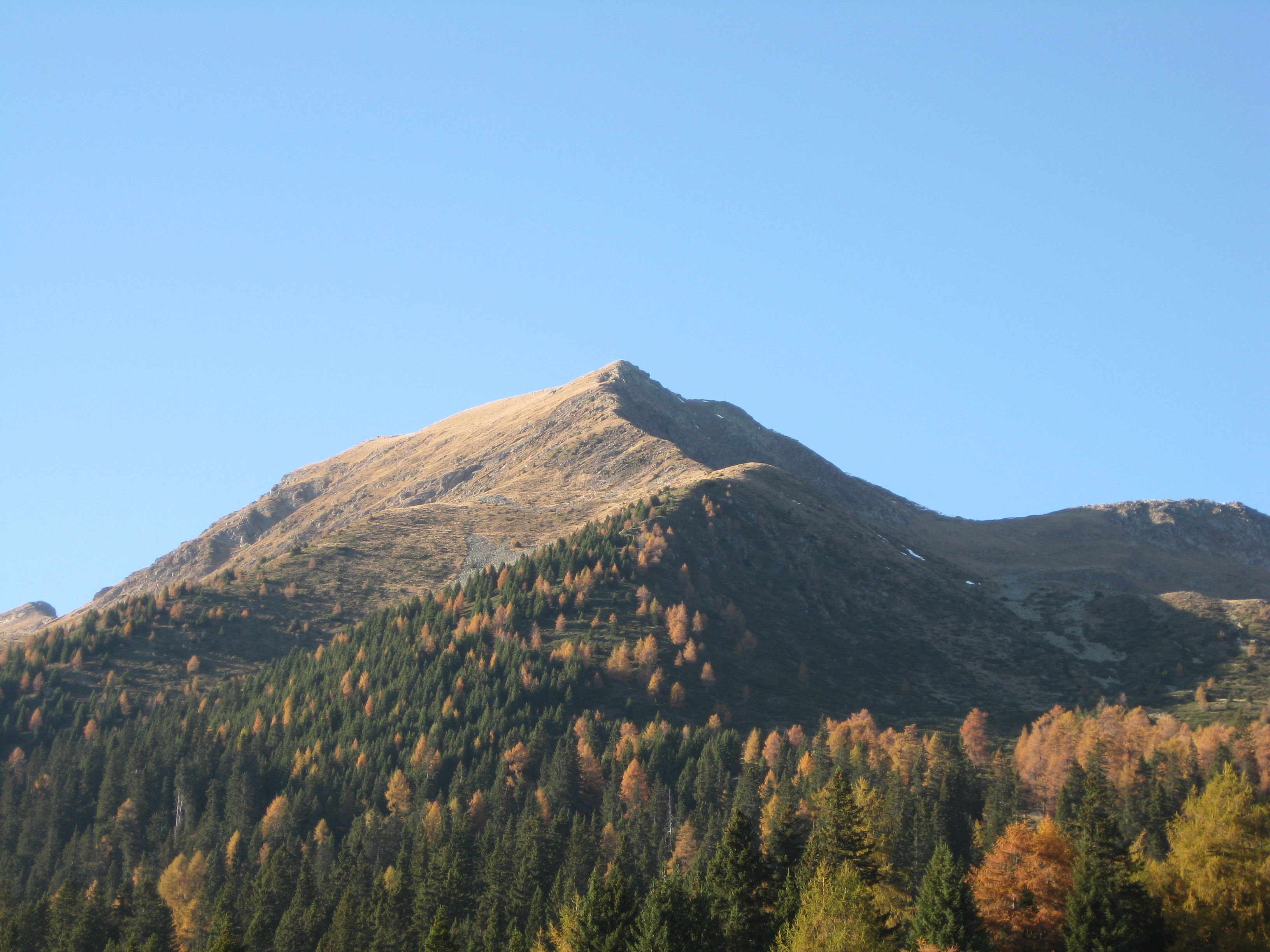

46°30′48″N 11°01′12″E / 46.513471°N 11.019963°E
申格魯布峰（德語：Schöngrubspitze），是意大利的山峰，位於該國東北部，由博爾扎諾-南蒂羅爾自治省負責管轄，屬於奥特莱斯山的一部分，海拔高度2,459米。